# Edmund Czapliński
Edmund Czapliński (ur. 15 listopada 1874 w Dąbiu nad Nerem, zm. 24 marca 1953) – działacz polityczny i społeczny, samorządowiec polski, literat i publicysta.

## Życiorys
Przypuszczalnie uczęszczał do szkoły powszechnej w Dąbiu. Następnie został uczniem sześcioklasowego gimnazjum filologicznego w Kaliszu, które ukończył najprawdopodobniej w roku 1891. Angażował się w życie społeczne miasta. Był naczelnikiem straży pożarnej. Z jego inicjatywy w 1904 rozpoczęto budowę strażnicy (remizy OSP), którą ukończono w roku 1907. 
W latach 1914–1919 był burmistrzem miasta Dąbie. Inicjator budowy i założyciel Gimnazjum Filologicznego w Dąbiu, które zostało uruchomione 1 września 1918.
10 listopada 1919 roku podjął obowiązki sekretarza Nadzwyczajnej Komisji Rewizyjnej Sejmu Ustawodawczego. 1 lutego 1920 objął stanowisko pomocnika referenta w Zarządzie Centralnym Ministerstwa Spraw Wewnętrznych. Pracował w Sekcji Bezpieczeństwa Publicznego i Prasy, w Wydziale Bezpieczeństwa. 8 czerwca 1925 awansowany do VIII stopnia adiunkta przez ministra Ratajskiego. 26 sierpnia 1927 został przeniesiony w stan spoczynku.
4 grudnia 1931 ponownie wybrany burmistrzem Dąbia, urząd objął 15 grudnia tegoż roku i sprawował do 1935. Z ustnych relacji wynika, że wyboru tego dokonano obligatoryjnie, bez wiedzy samego zainteresowanego, a po wyborze delegacja mieszkańców udała się do Warszawy oznajmić to Czaplińskiemu i namówić go w ten sposób do powrotu do Dąbia. Podczas jego urzędowania zbudowano kolejkę wąskotorową łączącą Dąbie z Kołem, Sompolnem i Włocławkiem, uruchomiono pierwszą elektrownię, utwardzono i wybrukowano wiele ulic, wybudowano także gmach szkoły podstawowej i dom nauczyciela.
Ważnym wątkiem działalności Edmunda Czaplińskiego była jego twórczość literacka. Drukiem ukazało się kilka jednoaktowych sztuk teatralnych i kilka powieści. Wśród sztuk teatralnych wymienić można: Strajk na wsi, Zapach piżma, Reduta na poddaszu, Prowincjonalne tango. Opublikowane powieści to: Romans Pani Burmistrzowej (1929), Ludzie idei, a także cztery, które łączył wspólny temat – handel żywym towarem – Cenny towar (zalecana jako lektura przez Polski Komitet Walki z Handlem Kobietami i Dziećmi), Wesele Alfonsa (1930), Grzech Anki (1930) i Pani Balbina i S-ka. We wszystkich utworach E. Czapliński dobitnie oddawał obraz życia prowincjonalnego, panujące na prowincji relacje osobowe. Powieść Ludzie idei otrzymała nagrodę „Przeglądu Pożarniczego”, a Reduta na poddaszu wystawiana była w teatrze warszawskim Nowe Miniatury.

## Ordery i odznaczenia
- Srebrny Krzyż Zasługi (15 września 1937)[3]

## Upamiętnienie
11 listopada 2004 u zbiegu ulic: 3 Maja i Placu Mickiewicza w Dąbiu z inicjatywy Towarzystwa Przyjaciół Miasta Dąbia został odsłonięty Monument poświęcony Edmundowi Czaplińskiemu.